# Leucotmemis margariphera
Leucotmemis margariphera är en fjärilsart som beskrevs av Butler 1876. Leucotmemis margariphera ingår i släktet Leucotmemis och familjen björnspinnare. Inga underarter finns listade i Catalogue of Life.